# DFS Weihe
Die DFS Weihe war ein Segelflugzeug, das 1938 von Hans Jacobs von der Deutschen Forschungsanstalt für Segelflug (DFS) konstruiert wurde. Der Serienbau erfolgte industriell.

## Geschichte
1938 entwarf Hans Jacobs die DFS Weihe, mit dem Gedanken ein Leistungssegelflugzeug billiger und einfacher herstellen zu können. Die Weihe sollte den Rhönadler – eine frühere Konstruktion von Jacobs für den Serienbau – deutlich übertreffen und erwies sich als außerordentlich erfolgreich. Bis 1945 wurden bei Schweyer-Flugzeugbau in Mannheim bzw. Jacobs-Schweyer Flugzeugbau in Darmstadt sowie unter Lizenz in Spanien, Frankreich, Jugoslawien und Schweden ca. 300 Stück gebaut. Nach dem Krieg baute Focke-Wulf das Flugzeug als Weihe 50 weiter.
Bis in die 1950er Jahre hinein gehörte sie bei internationalen Wettbewerben zu den führenden Flugzeugmustern. Bei der ersten Nachkriegs-Segelflugweltmeisterschaft 1950 in Örebro/Schweden waren unter den ersten 8 Piloten 7 die eine Weihe flogen, unter ihnen Paul MacCready, der nach dem Schweden Billi Nilson den zweiten Platz belegte.

## Konstruktion

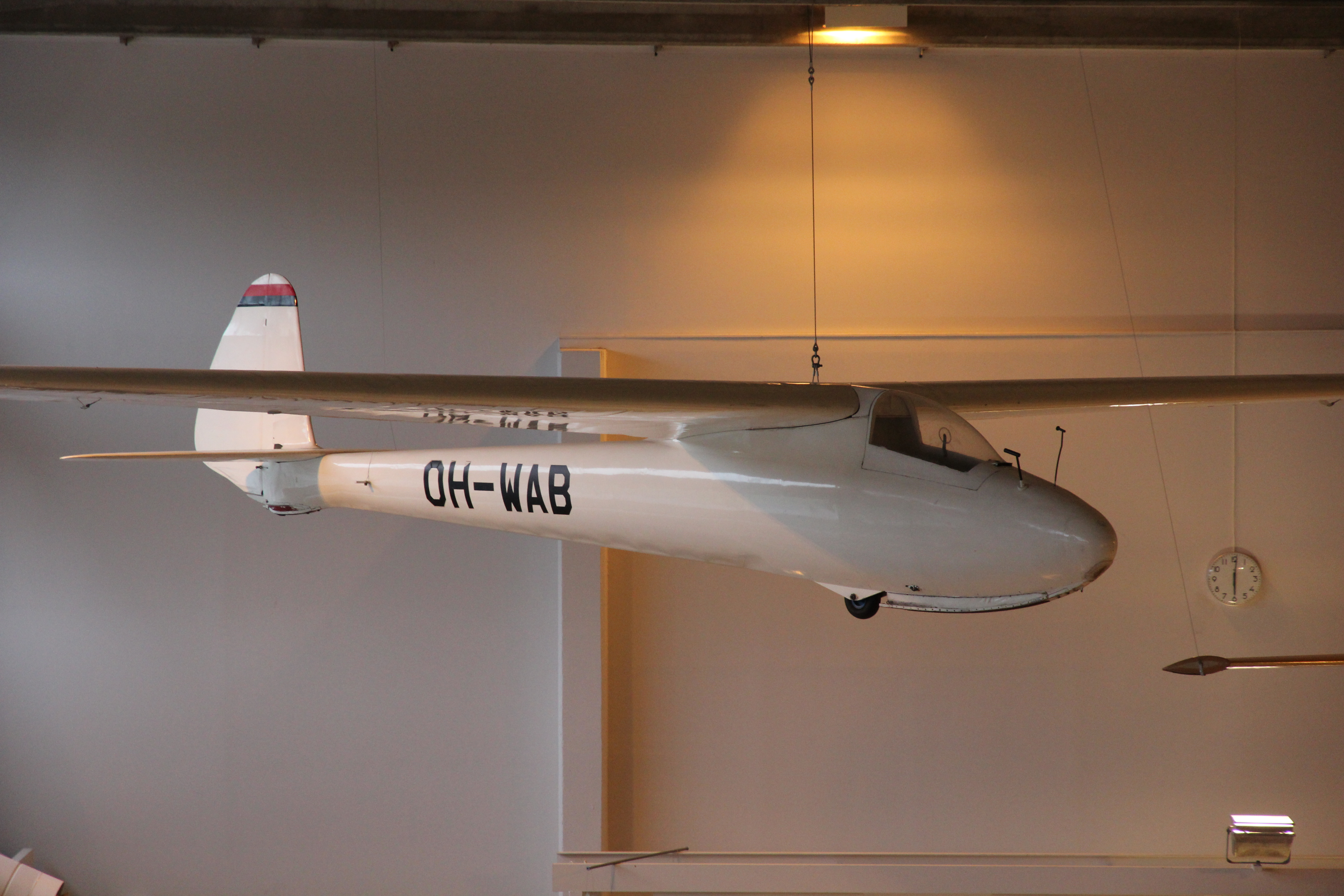
Die OH-WAB im Finnischen Luftwaffenmuseum

Die Weihe ist ein einsitziger Schulterdecker. Sie besitzt in der ursprünglichen Version zum Landen eine reine Kufe. Zum Start wird ein Rad unter die Kufe gesteckt, welches beim Abheben abfällt. Spätere Versionen wurden auch mit einem Hauptrad ausgeführt. Die Flügelprofile wurden vom DFS Reiher übernommen; es war vor dem Krieg das beachtenswerteste Serienleistungsflugzeug.

## Technische Daten
| Kenngröße             | Daten               |
| --------------------- | ------------------- |
| Baujahre              | 1938–1945           |
| Konstrukteur          | Hans Jacobs         |
| Länge                 | 8,13 m              |
| Spannweite            | 18 m                |
| Höhe                  | 1,5 m               |
| Flügelfläche          | 18,20 m²            |
| Flügelstreckung       | 17,8                |
| Flügelprofil          | Gö 549 / Gö 676     |
| Gleitzahl             | 30 bei 70 km/h      |
| Geringstes Sinken     | 0,6 m/s bei 60 km/h |
| Leermasse             | 195 kg              |
| max. Startmasse       | 355 kg              |
| Höchstgeschwindigkeit | 210 km/h            |

## Erhaltene Flugzeuge
- D-0084 flugfähig[2]
- D-0700 flugfähig[4]
- D-3654 flugfähig[5]
- D-5862 DFS Weihe 50 Deutsches Segelflugmuseum mit Modellflug
- D-7080 flugfähig im Verein zur Förderung des historischen Segelflugs[6]
- D-8239 flugfähig, Karl Bauer aus Waiblingen flog 1959 den Höhenweltrekord an der Teck, er kurbelte in einem Gewitter auf 9665 m.[1]
- D-8866 flugfähig[4]
- OH-WAB im Finnischen Luftwaffenmuseum[7]

## Trivia
Ernst Jachtmann erflog mit einer Weihe (Kennzeichen: D–4–1841) vom 22. bis 24. September 1943 auf Brüsterort an der Samlandküste/Ostsee im Hangaufwind einen Dauerweltrekord von 55 Stunden, 52 Minuten und 50 Sekunden.